# Кањ
Кањ (фр. Cahagnes) насеље је и општина у северној Француској у региону Доња Нормандија, у департману Калвадос која припада префектури Вир.
По подацима из 2011. године у општини је живело 1379 становника, а густина насељености је износила 56,63 становника/km². Општина се простире на површини од 24,35 km². Налази се на средњој надморској висини од 190 метара (максималној 268 m, а минималној 97 m).

## Демографија
| 1962. | 1968. | 1975. | 1982. | 1990. | 1999. | 2011. |
| ----- | ----- | ----- | ----- | ----- | ----- | ----- |
| 951   | 1.005 | 902   | 945   | 934   | 1.065 | 1.379 |

График промене броја становника у току последњих година